# Mateusz Prus
Mateusz Prus (Zamość, 9 maart 1990) is een Poolse voetballer die als doelman speelt.

## Carrière
Prus begon in de jeugd bij Hetman Zamość en Amica Wronki. Hij keerde in 2007 terug bij Hetman Zamość waar hij op 22 april 2009 debuteerde in de thuiswedstrijd tegen Sandecja Nowy Sącz in de II liga Groep Oost. In de winterstop van het seizoen 2009/10 ging hij naar Zagłębie Sosnowiec dat in de II liga Groep West speelt. In de zomer van 2010 ging hij naar Roda JC Kerkrade waar hij tweede doelman is achter zijn landgenoot Przemysław Tytoń. Op 6 februari 2011 speelde hij zijn eerste wedstrijd voor Roda tegen Heracles Almelo.
In de jaren die volgden sprokkelde hij in Limburg langzaam wat wedstrijden bij elkaar als stand-in voor zijn landgenoten Przemysław Tytoń, Paweł Kieszek en Filip Kurto. In de zomer van 2013 wilde toenmalig Roda-trainer Ruud Brood dat de Pool vertrok bij Roda JC. Prus werd teruggezet naar het tweede elftal en mocht zelfs niet op de teamfoto verschijnen. Na het ontslag van Brood in december 2013 en het aanstellen van diens opvolger Jon Dahl Tomasson, mocht Prus weer plaatsnemen op de reservebank. Met Rode JC degradeerde hij op zaterdag 3 mei 2014 naar de Eerste divisie waarna zijn contract afliep. Op 24 september tekende hij een contract tot het einde van het seizoen 2014/15 bij Ruch Chorzów. In januari 2015 ging hij naar Chrobry Głogów. Hierna zat hij een half jaar zonder club voor hij begin 2016 aansloot bij Raków Częstochowa. In juli van dat jaar ging Prus naar Świt Nowy Dwór Mazowiecki.